# Lužany pri Topli
Lužany pri Topli jsou obec na Slovensku, v okrese Svidník v Prešovském kraji. Žije v nich 248 obyvatel.

## Historie
Archeologické nálezy dokládají neolitické osídlení (východoslovenské mohylové kultury).
Vesnice vznikla na zákupním právu s dědičným šoltysem už ve 14. století na panství Chmeľov. První písemná zmínka o vsi pochází z roku 1370 a vesnici uvádí pod názvem Longh. Další názvy jsou například Lono či Lussan (1427), Lužany (1808) a Lužany pri Topľi (od roku 1948), maďarsky Long.
Původní ves náležela do 16. století drienovským Abovcům, pak se zde vystřídalo mnoho dalších majitelů mezi nimi Semseyové, Sečovci a další. V roce 1427 ves platila daň z 21 port. V roce 1789 žilo ve třiceti domech 213 obyvatel a v roce 1828 v 32 domech 244 obyvatel.
Hlavní obživou bylo zemědělství.

## Přírodní poměry
Obec leží v oblasti Nízkých Beskyd v údolí řeky Topľa. Povrch území je rovinatý, ve východní části je mírně kopcovitý s nadmořskou výškou v rozpětí 180–220 metrů, střed obce je ve výšce 180 metrů. Západní část obce je na terasovité plošině, která je tvořená čtvrtohorními naplaveninami řeky Ondavy (štěrky, písky) a svahové hlíny. Povrch je odlesněn. 
Obec sousedí na severu a východě s obcí Brezov, na jihu s městem Giraltovce a na východě s obcí Lúčka a Kalnište.